# W29
A W29 seria a versão operacional e ogiva da TX-29, que foi desenvolvida a partir da Mark 15 e foi proposta para os mísseis Javajo, Redstone e Snark. A TX-29 foi cancelada na metade do ano de 1955 em favor do desenvolvimento da W39, desenvolvida a partir da TX-15-3.